# Boisdon
Boisdon település Franciaországban, Seine-et-Marne megyében. Lakosainak száma 135 fő (2022. január 1.). Boisdon Bannost-Villegagnon, Beton-Bazoches, Bezalles és Frétoy községekkel határos.

## Népesség
A település népességének változása:
| Lakosok száma | 121  | 137  | 143  | 140  | 136  | 133  | 134  | 134  | 135  |
|               | 2013 | 2015 | 2016 | 2017 | 2018 | 2019 | 2020 | 2021 | 2022 |